# المنطقة الجنوبية العسكرية (ليبيا)

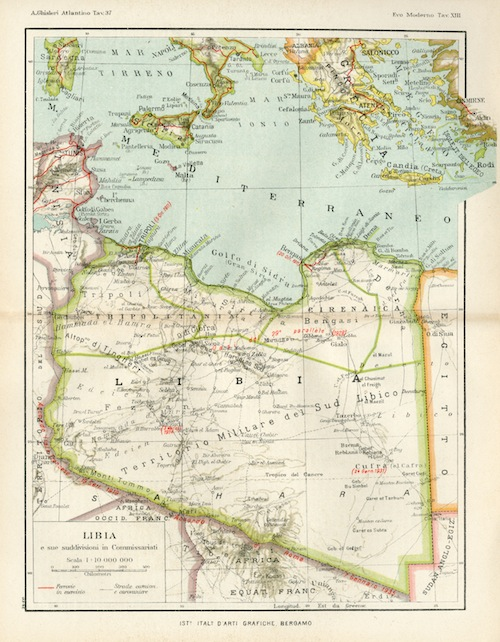

المنطقة العسكرية الجنوبية أو (بالإيطالية: Territorio Militare del Sud)‏ إقليم الصحراء الليبية (بالإيطالية: Territorio del Sahara Libico)‏. تأسست في سنة 1937 في اطار مستعمرة ليبيا الإيطالية، وقسمت إلى 6 مقاطعات هي:
- هون (المركز الإداري)
- مرزق
- براك
- غات

تكونت الكثافة السكانية في أغلبها من العرب البيض والسمر ومجموعات من أمازيغ الصحراء الكبرى الذين يسمون الان بالطوارق ومجموعة من التبو . في حين تركز تواجد الإيطاليون في غدامس والتي احتوت على قاعدة عسكرية كبيرة. في العام 1943 احتلتها قوات الحلفاء أثناء الحرب العالمية الثانية.
بلغت مساحة الإقليم 1.100.000 كيلومتر مربع، وضم كامل فزان والصحراء الليبية وجاور من الشمال إقليم طرابلس، إقليم مصراتة، إقليم بنغازي وإقليم درنة.
وجاور من الجنوب النيجر (فرنسا)، تشاد (فرنسا) ومن الشرق مصر والسودان الأنجلو مصري ومن الغرب تونس (فرنسا) والجزائر (فرنسا).
لم يشمل الإقليم مناطق مرتفعات عديدة عدا جبل نفوسة وجبال تيبستي كما تضمن واحات الكفرة والجغبوب.